# Maury Povich
Maurice Richard „Maury” Povich (ur. 17 stycznia 1939 w Waszyngtonie) – amerykański dziennikarz.

## Życiorys
W 1962 roku ukończył studia dziennikarskie na Uniwersytecie Pensylwanii. Cztery lata później podjął pracę w WTTG jako komentator sportowy oraz dziennikarz; relacjonował wówczas m.in. sytuację w kraju po zamachach na Johna Fitzgeralda Kennedy’ego oraz Martina Luthera Kinga, protesty przeciwko wojnie wietnamskiej, a także aferę Watergate. W 1967 roku został prowadzącym talk show Panorama.
W 1983 roku został gospodarzem The 10 O'Clock News . Od 1986 do 1990 roku był prowadzącym programu A Current Affair, a od 1991 roku prowadził talk show The Maury Povich Show, którego nazwę w 1998 roku zmieniono na Maury. Program ten był emitowany do 2022 roku.
W 2000 roku był gospodarzem teleturnieju Twenty-One, a w 2006 roku wspólnie ze swoją żoną Connie Chung prowadził program Weekends With Maury and Connie; program był emitowany od stycznia do czerwca tegoż roku. W maju 2007 współzałożył z żoną czasopismo Flathead Beacon.

## Życie prywatne
Syn felietonisty Shirleya Povicha. W 1966 roku poślubił Phyllis Minkoff, z którą rozwiódł się 13 lat później. Miał z nią ma dwie córki: Amy i Susan.
W 1984 roku wziął ślub z Connie Chung, w 1995 roku małżeństwo adoptowało syna Matthew Jaya.